# آنتون گایی
آنتون گایی (انگلیسی: Anton Gaaei؛ زادهٔ ۱۹ نوامبر ۲۰۰۲) بازیکن فوتبال اهل قلمروی دانمارک است.
از باشگاه‌هایی که در آن بازی کرده‌است می‌توان به باشگاه فوتبال ویبورگ اشاره کرد.
وی همچنین در تیم‌های ملی فوتبال زیر ۲۰ سال و زیر ۲۱ سال دانمارک بازی کرده‌است.